# 青木良英
青木 良英（あおき よしひで、1973年7月19日 - ）は、日本テレビエンタープライズ（現日テレイベンツ）のテレビディレクター。茨城県ひたちなか市出身。

## 過去の担当番組

### 日本テレビ
- ザ・ワイド － ディレクター
- レッツ! － チーフディレクター
- ザ!情報ツウ － チーフディレクター
- 24時間テレビ
- ワイドショー総決算
- 世界の衝撃映像
- 雅子さまのすべて
- 東京最新版

### 過去の出演番組
- 「真相報道バンキシャ」
- 「報道ステーション」
- 「あのニュースで得する人損する人」

など